# Costantino Cumano

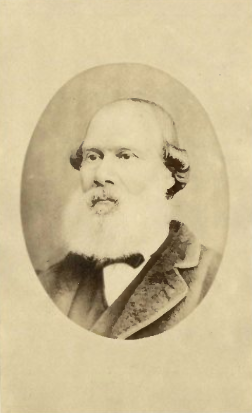
Costantino Cumano, sul giornale "O Algarve Illustrado" (1880)

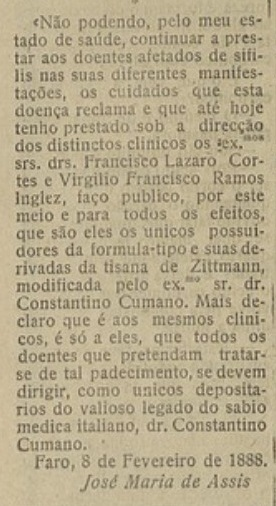
Notizia sul giornale "O Algarve" dell'8 febbraio 1888

Costantino Cumano (Trieste, 15 aprile 1811 – Cormons, 3 dicembre 1873) è stato un medico, politico e numismatico italiano.

## Biografia
Era figlio di Gian Paolo, un medico veneziano la cui famiglia proveniva da Candia e di sua moglie Antonia Perusini.
Laureato in medicina, all'università di Padova nel 1842, esercitò la professione sanitaria a Trieste, nell'ospedale civico. A Trieste fece parte di un gruppo di intellettuali che facevano ricerche storiche, assieme a Antonio Gazzoletti, Pietro Kandler e altri. Fece anche parte della Società di Minerva.
Era un attivista convinto dalla causa dell'unificazione italiana e partecipò attivamente ai moti del 1848.
Durante la seconda guerra d'indipendenza Cumano, sospettato dal governo di essere responsabile di iniziative anti-austriache, fu al confino a Graz per quattro mesi, per essere liberato solo dopo la firma dell'armistizio di Villafranca.
Nel 1861 fu eletto al Consiglio comunale di Trieste, di cui fu vice-presidente. Il consiglio fu sciolto poco dopo "per atteggiamenti sovversivi". Le nuove elezioni ebbero luogo nel novembre del 1862 e Cumano fu eletto nuovamente. 
Morto il figlio, nel 1865 Cumano si trasferì a Faro, in Portogallo, dove il fratello Giustino già era attivo come medico. Aprì un ambulatorio gratuito nella Casa de José Maria Assis. Al Museu Municipal de Faro esiste un busto di Costantino Cumano fatto scolpire dal suo collaboratore José Maria Assis.
Tornato in Italia nel 1868, si ritirò a Cormons, nella villa materna, dove morì nel 1873.
Ebbe una ricca collezione di monete di zecche italiane, in particolare di Venezia. La collezione fu acquisita al museo civico di Trieste per intervento di Carlo Kunz e da questi descritta nell’Archeografo triestino.